# السير آرثر هاريس، البارونيت الأول
السير آرثر هاريس، البارونيت الأول (بالإنجليزية: Sir Arthur Travers Harris, 1st Baronet)‏ الضابط الرئيسي في قيادة القصف الجوي للقوات الجوية أثناء ذروة حملة القصف الإستراتيجي الأنجلو أمريكي ضد ضد ألمانيا النازية في الحرب العالمية الثانية. في عام 1942، وافق مجلس الوزراء البريطاني على «قصف» المدن الألمانية. تم تكليف هاريس بمهمة تنفيذ سياسة تشرشل ودعم تطوير التكتيكات والتكنولوجيا لأداء المهمة بشكل أكثر فعالية. ساعد هاريس في تنفيذ أكثر الهجمات تدميراً للبنية التحتية والسكان الألمان، بما في ذلك تفجير درسدن.
هاجر هاريس إلى روديسيا الجنوبية عام 1910، وعمره 17 عامًا، لكنه عاد إلى إنجلترا عام 1915 للقتال في المسرح الأوروبي في الحرب العالمية الأولى. انضم إلى سلاح الطيران الملكي، والذي بقي معه حتى تشكيل سلاح الجو الملكي في عام 1918، وبقي في سلاح الجو خلال العشرينات والثلاثينات، خدم في الهند وبلاد ما بين النهرين وبلاد فارس ومصر وفلسطين وأماكن أخرى. عند اندلاع الحرب العالمية الثانية في عام 1939، تولى هاريس قيادة المجموعة رقم 5 لسلاح الجو الملكي البريطاني في إنجلترا، وفي فبراير 1942 تم تعيينه قائدًا لقيادة الطائرات الهجومية. احتفظ بهذا المنصب لبقية الحرب. بعد الحرب انتقل هاريس إلى جنوب إفريقيا حيث أدار شركة جنوب إفريقيا البحرية.
لا يزال تفضيل هاريس المستمر لقصف المناطق بسبب الاستهداف الدقيق مثيرًا للجدل ، ويرجع ذلك جزئيًا إلى أن العديد من كبار قادة الحلفاء الجويين اعتقدوا أنه أقل فاعلية بسبب العدد الكبير من الضحايا المدنيين والدمار الذي تسببت به هذه الاستراتيجية في أوروبا القارية.

## الحواشي
1. 1 2  Encyclopædia Britannica | Sir Arthur Travers Harris, 1st Baronet (بالإنجليزية), QID:Q5375741
2. 1 2  Brockhaus Enzyklopädie | Arthur Travers Harris (بالألمانية), OL:19088695W, QID:Q237227
3. 1 2  Store norske leksikon | Arthur Travers Harris (بالنرويجية البوكمول والنرويجية النينوشك), ISSN:2464-1480, QID:Q746368
4. 1 2  TracesOfWar | Arthur Travers "Bomber" Harris، QID:Q98839586
5. ↑  Dalibor Brozović; Tomislav Ladan (1999.), Hrvatska enciklopedija | Arthur Travers Harris (بالكرواتية), Leksikografski zavod Miroslav Krleža, OL:120005M, QID:Q1789619 {{استشهاد}}: تحقق من التاريخ في: |publication-date= (help)
6. 1 2 3  Oorlogsbronnen | Arthur Harris، QID:Q110279963

## روابط خارجية
- السير آرثر هاريس، البارونيت الأول على موقع الموسوعة البريطانية (الإنجليزية)
- السير آرثر هاريس، البارونيت الأول على موقع مونزينجر (الألمانية)